# Canton d'Aups
Le canton d’Aups est une division administrative française située dans le département du Var et la région Provence-Alpes-Côte d’Azur.

## Géographie
Ce canton est organisé autour de la ville d’Aups au sud. Il fait partie de l’arrondissement de Brignoles. Son altitude varie de 390 mètres (dans la commune d’Aups) à 1 577 mètres au sommet du Grand Margès (Aiguines) avec une altitude moyenne de 683 mètres.
Le Verdon et l’Artuby sont les seuls cours d’eau du canton, ils délimitent le nord et l’est du territoire cantonal. On peut tout de même reconnaître quelques torrents ou ruisseaux qui n’ont plus de source pérenne comme la Grave qui traverse Aups, les vallons de Valmoissine (Aups) et de Jean Gay (Aiguines), ou les ravins de Pierre Martin, de Caletty et de la Combe à Bauduen et Vérignon. Il y a aussi quelques sources comme la source de Vaumale dans les gorges du Verdon, le font Croutade à Vérignon ou l’ancienne source de Fontaine-l’Évêque disparue sous les eaux du lac de Sainte-Croix.
Les gorges du Verdon longeant la limite de la commune d’Aiguines avec le département des Alpes-de-Haute-Provence sont les plus profondes d’Europe avec plus de 700 mètres de falaise. Ce lieu très touristique attire plus d’un million de visiteurs par an.
Le plan de Canjuers est un plateau de haute altitude (en moyenne 800 mètres) de roche karstique, ce qui est alors un plateau de pâture sans arbre. Ce lieu lunaire tant aimé par Jean Giono a été choisi pour installer un camp militaire le plus vaste d’Europe (24 000 ha) depuis 1970, le camp de Canjuers ; il occupe les 3/5 du territoire de la commune d’Aiguines.
Le barrage de Sainte-Croix a été construit dans la vallée du Verdon à l’entrée des basses gorges du Verdon en 1977, l’ancien village des Salles a été détruit et un nouveau a été reconstruit 100 mètres plus haut pour la montée des eaux du futur lac. De nombreux trésors ont été engloutis comme le pont romain qui passait au-dessus de l’ancien cours du Verdon ou la fontaine l’Évêque, la source ayant le plus fort débit de Provence, cette eau sortait de la nappe phréatique du Canjuers l’une des plus vastes de France. Les 3/4 du territoire de la commune des Salles sur Verdon sont sous les eaux du lac de Sainte-Croix.
Le territoire est basé sur les premiers contreforts des Alpes, en effet la chaîne des Cuguyons (985 mètres au sommet du signal de l’Aigle), les Espiguières (880 mètres), le Grand Margès (1 577 mètres), la serrière de Lagne (1 108 mètres) et la montagne de Beausoleil (1 150 mètres) sont les monts les plus méridionaux des Alpes.

## Histoire
- De 1833 à 1848, les cantons d'Aups et de Salernes avaient le même conseiller général. Le nombre de conseillers généraux était limité à 30 par département[1].

## Représentation

### Conseillers généraux de 1833 à 2015
| Période | Période      | Identité                                  | Étiquette                            | Qualité                                                                                              |
| ------- | ------------ | ----------------------------------------- | ------------------------------------ | --- |
| 1833    | 1852         | Jules Thomas Philibert (1799-1887)        | Républicain modéré                   | Propriétaire à Camps Représentant du Peuple (1848-1849)                                              |
| 1852    | 1857 (décès) | Jean François Antoine Girard (1807-1857)  |                                      | Notaire et juge de paix à Aups, ancien conseiller d'arrondissement                                   |
| 1857    | 1867         | Pierre Clément (1809-1870)                |                                      | Historien et économiste, membre de l'Institut                                                        |
| 1867    | 1870         | Jacques Gabriel Romulus Boyer (1807-1874) |                                      | Ancien chirurgien des armées Médecin en chef des hôpitaux de Marseille Adjoint au Maire de Marseille |
| 1870    | 1871         | Joseph Maurel (1830-?)                    |                                      | Négociant à Aups                                                                                     |
| 1871    | 1874 (décès) | Jacques Gabriel Romulus Boyer             |                                      | Ancien chirurgien des armées Médecin en chef des hôpitaux de Marseille Adjoint au Maire de Marseille |
| 1874    | 1889         | Joseph-Blaise Roubion (1833-1896)         | Républicain                          | Médecin - Maire d'Aups (1874 puis 1876-1880) Juge de paix dans les Bouches-du-Rhône                  |
| 1889    | 1902 (décès) | Pierre Escolle (1827-1902)                | Conservateur puis Républicain rallié | Avocat - Notaire - Maire d'Aups (1896-1902)                                                          |
| 1903    | 1913         | Moïse Bonnet                              | Rad. puis SFIO                       | Représentant de commerce à Toulon                                                                    |
| 1913    | 1919         | Charles Boyer (1884-1944)                 | Rad.                                 | Avocat puis commerçant Collaborateur du Maréchal Lyautey au Maroc                                    |
| 1919    | 1925 (décès) | Aimé Mognier (1865-1925)                  | PRS                                  | Directeur de la Compagnie des tramways de Marseille                                                  |
| 1925    | 1931         | François Michel                           | Républicain                          | Ingénieur TPE, Aups                                                                                  |
| 1931    | 1940         | Joseph Chauvin dit Font-d'Eilenc          | Soc.ind.                             | Maître d'internat, journaliste, poète, propriétaire-agriculteur à Aiguines                           |
|         |              |                                           |                                      | |
| 1943    | 1945         | Émile Morel                               |                                      | Président de la délégation spéciale d'Aups Nommé conseiller départemental en 1943                    |
|         |              |                                           |                                      | |
| 1945    | 1951 (décès) | Lazare Roustan (1878-1951)                | SFIO                                 | Maçon, journalier Maire d'Aups (1947-1951)                                                           |
| 1951    | 1972 (décès) | Édouard Le Bellegou                       | SFIO puis PS                         | Avocat - Sénateur (1959–1972) Maire de Toulon (1953–1959)                                            |
| 1973    | 2008         | Pierre Rollandy (1933-2018)               | app. PS puis DVD                     | Médecin Maire d’Aups (1989–1995 et 2001–2008)                                                        |
| 2008    | 2015         | Pierre Lambert                            | DVD                                  | Pharmacien d’Aups                                                                                    |

### Conseillers d'arrondissement (de 1833 à 1940)
Le canton d'Aups appartenait à l'arrondissement de Draguignan jusqu'en 1926.
| Période                                  | Période          | Identité                                       | Étiquette | Qualité |
| ---------------------------------------- | ---------------- | ---------------------------------------------- | --------- | --- |
| 1833                                     | 1837             | Jean-François Girard                           |           | Propriétaire à Aups                                                                                         |
| 1837                                     | 1848             | Adrien, Marquis de Fabry-Fabrègues (1809-1868) |           | Ancien élève de l'École Polytechnique, officier du Génie, propriétaire, maire d'Aups                        |
| 1848                                     | 1861             | Emmanuel-André-Joseph Jean (1799-1875)         |           | Propriétaire, adjoint au maire d'Aups                                                                       |
| 1861                                     | 1865             | Casimir Lambot (1793-1879)                     |           | Percepteur, propriétaire à Aups                                                                             |
| 1865                                     | 1870             | Louis-André-Bienvenu Jean                      |           | Chirurgien de la Marine, docteur en médecine à Aups                                                         |
| 1871                                     | 1874             | Joseph-Blaise Roubion                          |           | Propriétaire aux Salles                                                                                     |
| 1874                                     | 1886 (décès)     | André Bourjeac (1815-1886)                     |           | Propriétaire à Aups                                                                                         |
| 1886                                     | 1889             | Philémon Mossy                                 |           | Négociant en Algérie, propriétaire, maire d'Aups                                                            |
| 1889                                     | 1895             | Pierre-André Deléglise                         |           | Menuisier, propriétaire à Aiguines                                                                          |
| 1895                                     | 1904             | Félicien-Frédéric Pons                         |           | Menuisier à Baudinard                                                                                       |
| 1904                                     | 1925 (démission) | Frédéric Pélissier (1873-1957)                 | SFIO      | Cultivateur, conseiller municipal d'Aups                                                                    |
|                                          |                  |                                                |           | |
| 1936                                     | 1937 (démission) | Victor Espitalier (1888-1960)                  | PC-SFIC   | Coiffeur puis représentant de commerce, Aups                                                                |
| Nov. 1937                                | 1940             | André Peyré (1881-1953)                        | SFIO      | Apiculteur à Aups                                                                                           |
| 1940                                     |                  |                                                |           | Les conseils d'arrondissement ont été suspendus par la loi du 12 octobre 1940 et n'ont jamais été réactivés |
| Les données manquantes sont à compléter. |                  |                                                |           | |

## Composition
Le canton d’Aups groupe six communes et compte 3 104 habitants (sans doubles comptes).
| Nom                   | Code Insee | Intercommunalité            | Superficie (km2) | Population (dernière pop. légale) | Densité (hab./km2) |
| --------------------- | ---------- | --------------------------- | ---------------- | --------------------------------- | ------------------ |
| Aups (chef-lieu)      | 83007      | CC Lacs et Gorges du Verdon | 64,15            | 2 124 (2014)                      | 33                 |
| Aiguines              | 83002      | CC Lacs et Gorges du Verdon | 114,33           | 265 (2014)                        | 2,3                |
| Baudinard-sur-Verdon  | 83014      | CC Lacs et Gorges du Verdon | 21,97            | 215 (2014)                        | 9,8                |
| Bauduen               | 83015      | CC Lacs et Gorges du Verdon | 47,45            | 318 (2014)                        | 6,7                |
| Les Salles-sur-Verdon | 83122      | CC Lacs et Gorges du Verdon | 4,97             | 261 (2014)                        | 53                 |
| Vérignon              | 83147      | CC Lacs et Gorges du Verdon | 36,90            | 10 (2014)                         | 0,27               |

## Démographie
| 1962  | 1968  | 1975  | 1982  | 1990  | 1999  | 2006  | 2009 |
| ----- | ----- | ----- | ----- | ----- | ----- | ----- | ---- |
| 1 882 | 2 037 | 1 960 | 2 191 | 2 490 | 2 716 | 2 944 | -    |